# Padang Balakka
Padang Balakka is een bestuurslaag in het regentschap Padang Lawas Utara van de provincie Noord-Sumatra, Indonesië. Padang Balakka telt 396 inwoners (volkstelling 2010).